# Étienne Cleirac
Étienne Cleirac (parfois orthographié Estienne pour le prénom et Clairac pour le nom), né le 22 mai 1583 à Bordeaux, mort le 30 octobre 1657  dans la même ville, est un jurisconsulte du XVIIe siècle, avocat au Parlement de Bordeaux, spécialisé en droit maritime, auteur du premier dictionnaire maritime, de plusieurs traités et de l'un des premiers recueils complets de règles régissant les usages maritimes de son temps.

## Biographie
Étienne Cleirac nait à Bordeaux le 22 mai 1583 dans une famille de juristes. Son père, Hélies Cleyrac, est procureur à la Cour, compatriote et ami de Montaigne et La Boétie. Après des études au collège de la Madeleine et au collège de Guyenne, (fréquenté par Montaigne un demi siècle auparavant), le jeune Etienne Cleirac étudie le droit. Employé à l'Amirauté de Guyenne (1628), "procureur du Roi pour les naufrages", il travaille à ce titre pour le compte des maîtres des requêtes Fortia puis Abel Servien, envoyés par le roi Louis XIII pour résoudre différents litiges de droit maritime opposant Richelieu au duc d'Épernon à la suite du naufrage de sept navires portugais, lors d'une tempête en janvier 1627.
Cleirac, avocat au Parlement de Bordeaux, demeure dans le quartier Saint-Siméon.
Sa vie est peu connue, à l'exception des faits qu'ils mentionne dans trois testaments, qui ont été conservés. Il y fait état de sa brouille avec son fils Raymond (né en 1622), lui aussi devenu avocat à la Cour, engagé, vers 1652, au service du roi d'Espagne contre le roi de France. Raymond est déshérité par son père, pour cette raison, en 1653. La province de Guyenne connait de graves troubles, de 1649 à 1653 : révolte contre le Duc d'Epernon, Fronde, Ormée.
À la différence de son fils Raymond, impliqué dans l'Ormée et exclu de l'amnistie royale, Étienne Cleirac dit vouloir s'en tenir à l'écart : «Pendant les paroxismes, ou les gros accez des mouvemens en desordre de la Province de Guyenne, je mesprisay de prendre party d'inconstance (quoy qu'en apparence j'en eusse l'occasion bien parée) et preferant la Paix intérieure ou le repos de l'Ame, à l'embroüillement des turbulens, et des fourbes; Pour cét effet, j'entrepris d'employer le grand loisir des vaccations, et le peu de repos des vacarmes en la composition de trois Traités gemeaux, dressez à la mode sur des matières bien ordinaires et fort communes, toutefois peu connües : l'un du Négoce de la Banque des Lettres de change; l'autre du Droict de Coste; et par occasion de sa plus noble et plus naturele piece, le Royal Ambre-gris, que le seul rivage de l'Océan de Guyenne, produit par privilège spécial à l'exclusion de tout le reste de l'Europe, du commerce clandestin d'iceluy à la première & seconde main».
Etienne Cleirac meurt le 30 octobre 1657 à Bordeaux, ville qu'il n'a jamais quittée. Il est enterré en l'église Saint-Siméon dans un caveau de famille qui n'existe plus aujourd'hui .
L'inventaire de sa bibliothèque recense 671 livres, témoignant d'une vaste culture.

## Publications

### L'Explication des termes de Marine
En 1636, Cleirac publie à Paris un opuscule de 52 pages intitulé « Explication des termes de Marine, employez dans les Edicts, Ordonnances & Reglemens de l'Admirauté ». Il y collationne les termes spécialisés du droit maritime utilisés dans les textes juridiques. Il en recherche l'étymologie, le sens, les correspondances dans d'autres langues (grec, latin, espagnol, italien, levantin...), ce qui fait de son glossaire l'embryon d'un dictionnaire multilingue. Il insère des citations d'auteurs anciens et de jurisprudence avec leurs références. Il recense aussi les termes techniques relatifs aux navires (gréement, accastillage, artillerie), à la météo, aux périls de la navigation (pirates, écueils, maladies...) et aux pavillons. Ce glossaire, qui précède de sept ans l'Hydrographie du père Fournier constitue le premier répertoire uniquement consacré aux termes maritimes de la langue française. Son dictionnaire accompagne nombre de rééditions de son ouvrage « Us et coutumes ».

### LesUs et Coutumes de la mer

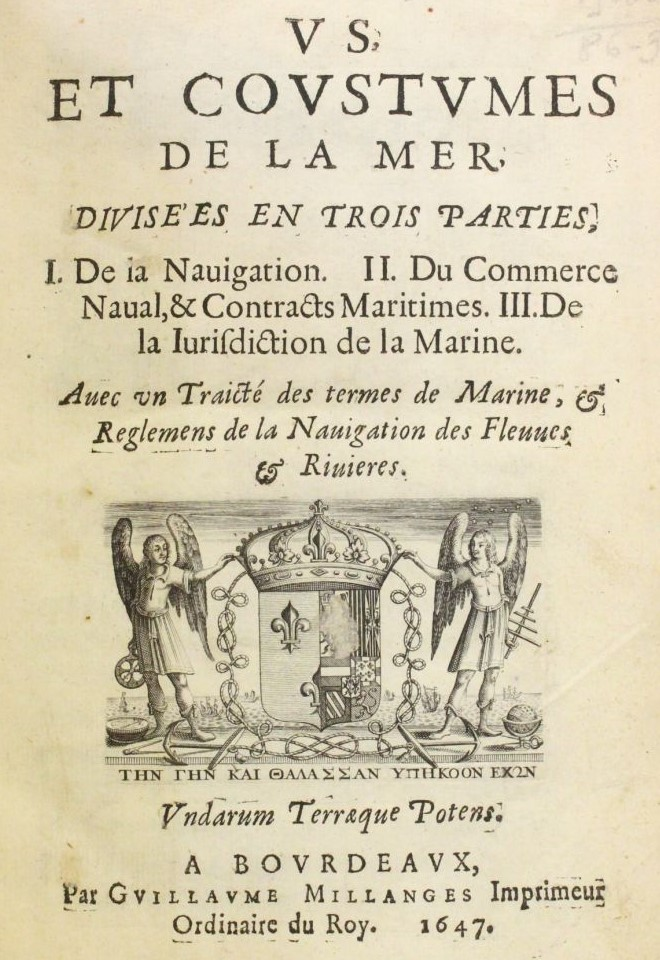
Page de garde de l'exemplaire de 1647

Son œuvre majeure est les Us et coustumes de la mer, publiée la première fois en 1647 (réimprimée en 1661 avec une table des marées).
L'ouvrage rassemble les textes, usages, jurisprudences, constituant le droit maritime antérieur au XVIIe siècle, à la source de la grande ordonnance de la marine d'août 1681 .
Il se présente, matériellement, comme un code annoté.
Le titre complet de l'ouvrage ( Us, et coustumes de la mer, divisées en trois parties : I De la Navigation. II Du Commerce naval et contracts maritimes. III. De la juridiction de la Marine. Avec un traicté des termes de marine, et reglements de la Navigation des fleuves et rivières) annonce son plan.
La première partie étudie et restitue les Rôles d'Oléron, les ordonnances de Wisby et de la Hanse teutonique. Pour ce qui concerne les Rôles d'Oléron, « le texte en est conçu en vieux termes françois ressentant le gascon et nullement le normand ou l'anglais » précise Cleirac .
La deuxième partie est constituée par le Guidon, l'une des premières études sur l'assurance maritimes parue à Rouen au XVIe siècle, d'auteur inconnu, avec des modèles de police d'assurance et les assurances d'Anvers et d'Amsterdam.
La troisième partie contient la Juridiction de la Marine et rassemble les règles antérieures, dont une ordonnance de Philippe II roi d'Espagne, sur l'armement des navires 
En appendice, se trouve une sorte d'encyclopédie de la marine, avec un lexique des termes techniques relatif aux navires (gréement, accastillage, artillerie), à la météo, aux périls de la navigation (pirates écueils, maladies...) et aux pavillons. Ce texte, initialement publié  en 1636, "constitue le premier répertoire uniquement consacré aux termes maritimes de la langue française".
Son ouvrage est traduit dans différentes langues et repris comme le texte de référence par les grandes nations maritimes de son temps.
Jean-Marie Pardessus, qui a étudié au milieu du XIXe siècle les Rooles ou Jugemens d'Oleron, évoque l'apport de Cleirac : « Le texte le plus connu et le plus généralement cité, soit en France soit en pays étranger, est celui que Cleirac a donné dans son ouvrage intitulé Us et Coutumes de la mer, imprimé pour la première fois en 1647. Il a pris ce texte dans un livre aujourd'hui moins connu que le sien, composé par Garcie dit Ferrande, sous le nom de Grand Routier de la mer, et l'a adopté avec quelques légers changements dans les mots et dans l'ordre des articles». Cleirac cite en effet ses prédécesseurs (Garcie de Ferrande, et le Capitaine Jean Alfonce Saintongeois), mais enrichit considérablement la matière. Il est le premier à commenter le texte, article par article, de manière méthodique et récapitulative, "en posant des problèmes de droit maritime général"
Son livre connait un grand succès. À l'édition bordelaise de 1661 est ajouté en épigraphe un sonnet, de la plume du prêtre frondeur et activiste Geoffroy Gay :
«Pour voir de l'Océan les merveilleux abymes

Nous n'avons jamais eu qu'un chemin obscurcy

Mais ton phare, Cleirac, nous manifeste icy

De ce vaste élément les effets plus sublimes.»
L'ouvrage est réimprimé à Rouen en 1671,.

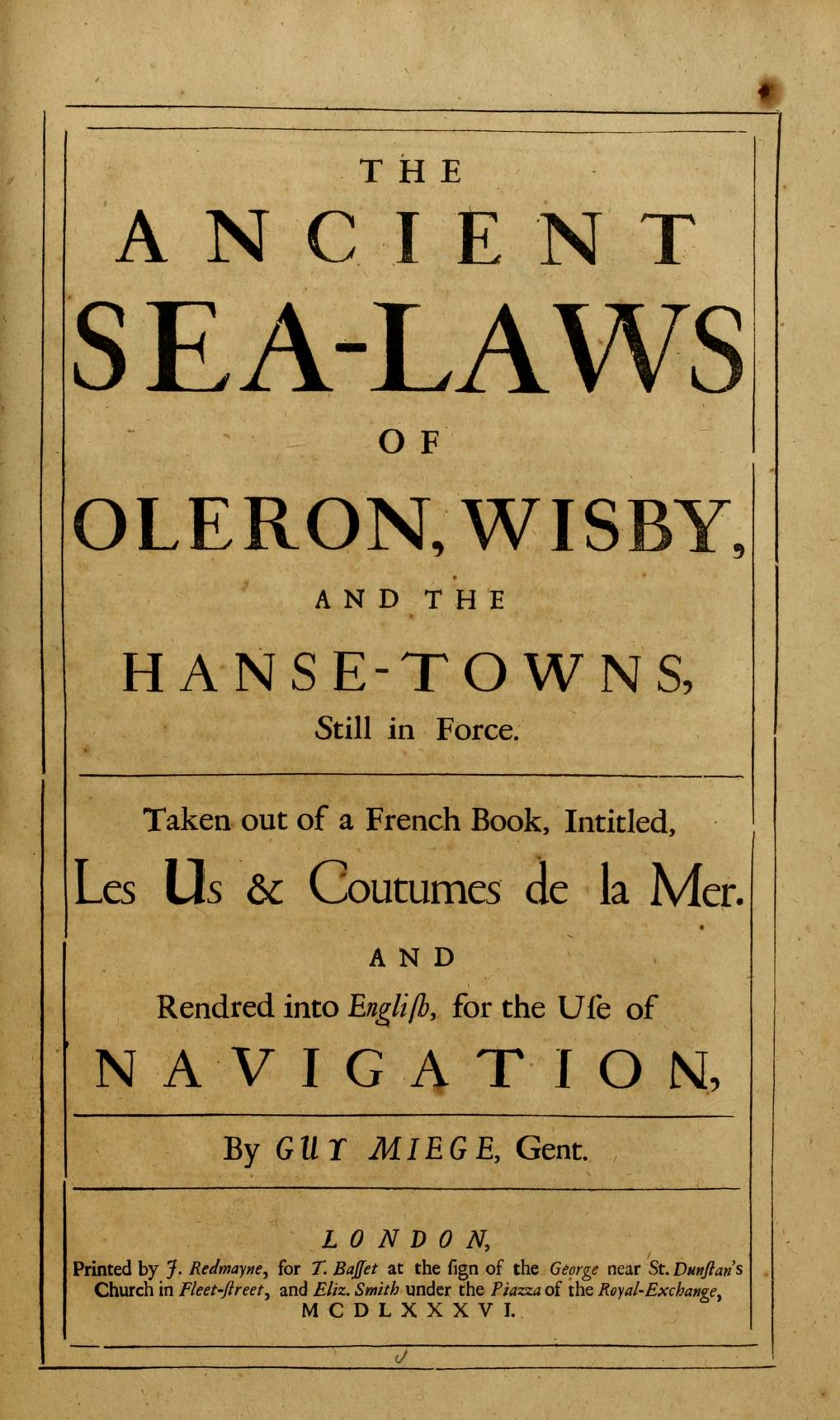
The ancient sea laws of Oleron (Guy Miège, trad.)

 On en trouve une traduction anglaise par Guy Miège, en 1686, sans mention de l'auteur, sous le tire The ancient sea-laws of Oleron, Wisby, and the Hanse-towns, still in force, taken out of a French Book , Intitled Les Us & Coutumes de la Mer, and rendred into English, for the Use of Navigation, by Guy Miege, Gent.
Thomas Jefferson, qui possède l'exemplaire de 1661 dans la bibliothèque de Monticello, le considère comme un ouvrage de référence. Le célèbre juriste anglais Lord Mansfield consulte l'édition de 1671 et s'en inspire. Les tribunaux américains, y compris la Cour Suprême, s'y réfèrent plus d'une douzaine de fois entre 1839 et 1970.
Outre son intérêt juridique, le texte de Cleirac, l'un des premiers rédigés en français et non en latin comme les ouvrages savants de son époque, contient des informations sur l'état social de son temps, la situation des étrangers et le rôle des juifs, auxquels il prête l'invention de la lettre de change,, les crises viticoles en Guyenne, la pêche des baleines dans le golfe de Gascogne, les coutumes locales, la vie parlementaire de la Province, l'activité du port de Bordeaux...

### L'Usance du négoce

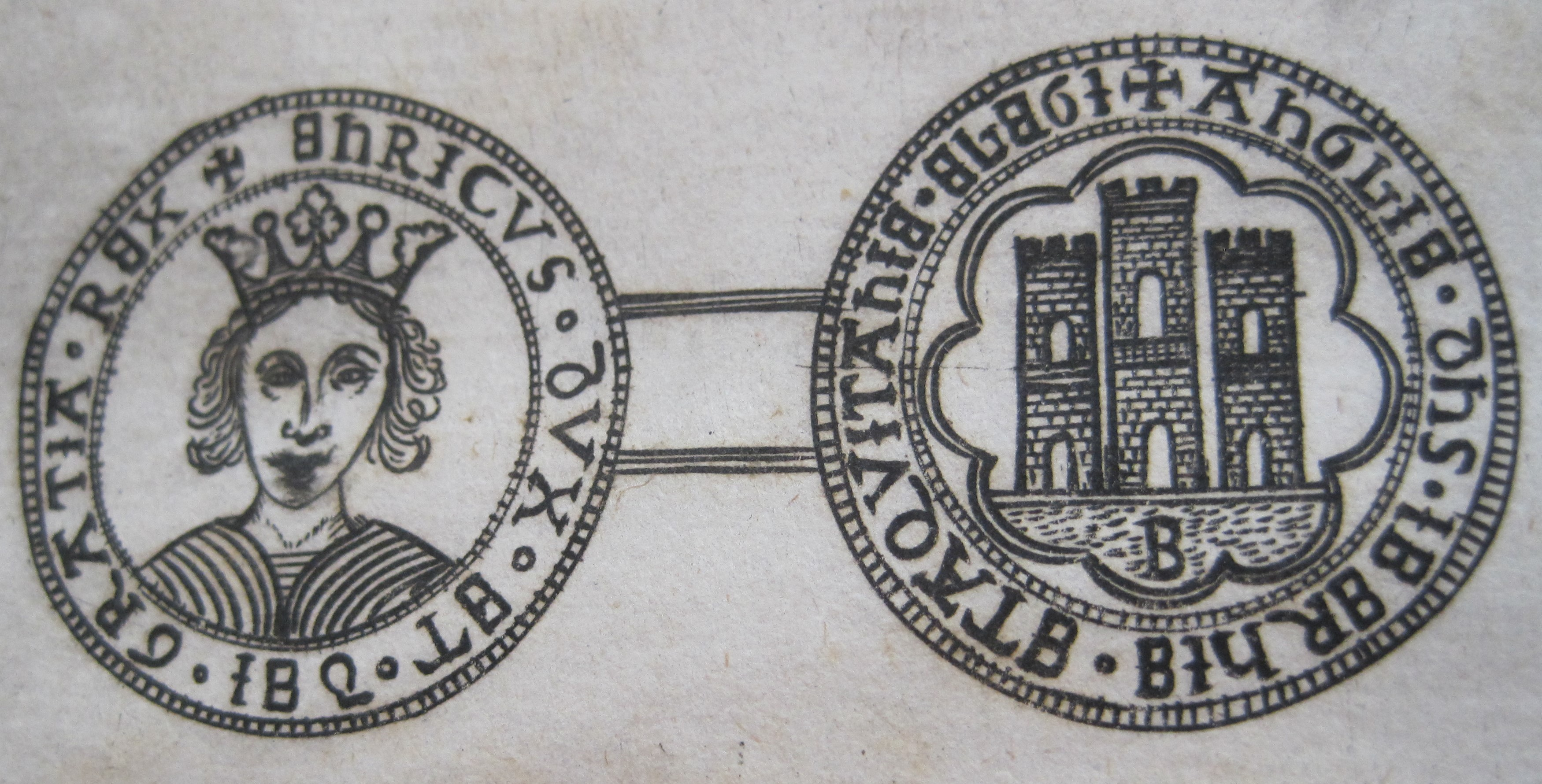
Sols Bourdales (ancienne monnaie de Bordeaux), in «L'usance du négoce ou commerce de la banque des lettres de change» (1656) -Bibliothèque de Bordeaux-

En 1656, Cleirac publie, à Bordeaux chez l'imprimeur Guillaume Da Court et à Paris chez Charles Angot : « L'usance du négoce ou commerce de la banque des lettres de change. Ensemble les Figures des Ducats de Guyenne, & des Anciennes Monnoyes Bourgeoises de Bourdeaux ». La préface évoque les troubles de l'Ormée auxquels il dit avoir été injustement mêlé. L'ouvrage, rédigé en français, traite, en 200 pages, principalement de la lettre de change, vue sous l'angle historique et juridique. Il contient, en annexe, une des rares représentations des anciennes monnaies de l’Aquitaine.

## Postérité
Une rue de Bordeaux, près de la place Simiot, porte le nom de Cleirac.

## Œuvres

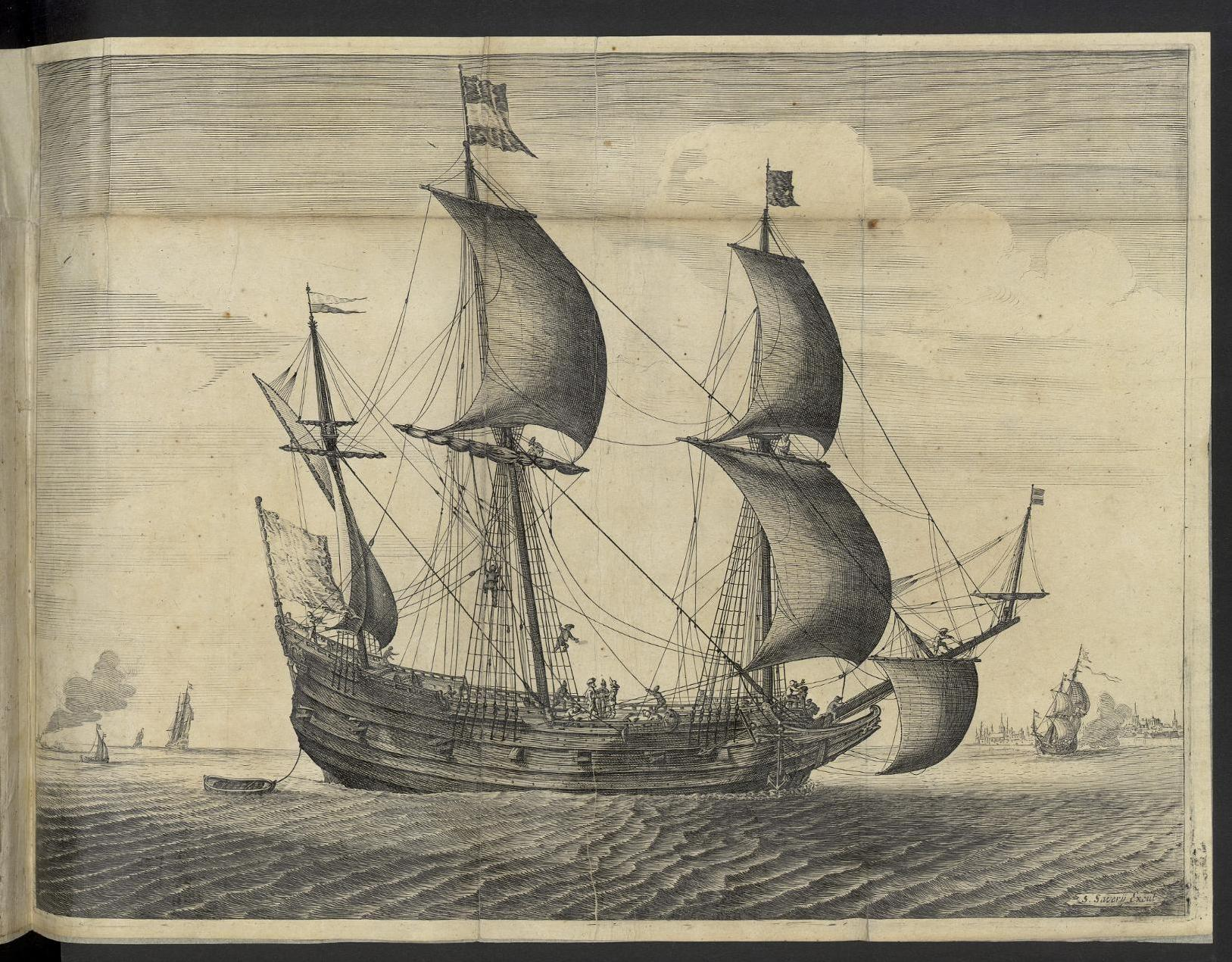
Navire hollandais, 17e siècle. Gravure de Salomon Savery, illustration du manuscrit de Cleirac

- Ordonnances et coustumes de la mer colligées par M. Estienne Cleirac, manuscrit[39] datant d'avant 1647, à la Bibliothèque de la ville de Bordeaux (Mériadeck)[40], illustré de gravures en couleur d’instruments de navigation et en noir et blanc de gravures de deux navires par Salomon Savery (1594–1683), graveur hollandais[41], éditées par Hendrik Hondius-I en 1626.
- Coustumier de Guyenne, tiré de l'estude de messire Michel de Montaigne, autheur des Essais, livre manuscrit[42], dont la date est incertaine)[43],[44],[45]. L'ouvrage, largement en langue gasconne, contient diverses pièces relatives à l'administration et à l'histoire de la Guyenne : Coutumier de Guyenne ; De la grande coutume ou contablie ; Anciens mémoires des limites du duché de Guyenne ; Des paduens de la Ville ; Traité de la reddition de Bourdeaux (1451), et histoire de la violation de ce traité (1453) ; Des poids et mesures de Guyenne ; Des monoies de Guyenne tant ducales que bourgeoises. Henri Barckhausen[46] considère que « le commentaires de Cleirac est peu instructif et même peu sûr »[47].
- Droit de Coste (date inconnue)
- Royal ambre gris (date inconnue)
- Explication des termes de marine, Paris, Chez Michel Brunet, 1636 [48], ouvrage est réédité à la fin de la plupart des éditions des Us et coustumes de la mer.
- Us et coustumes de la mer, Bordeaux, Guillaume Millanges, 1647 (lire en ligne). L'exemplaire de l'Université Bordeaux Montaigne conservé à la Bibliothèque Universitaire Lettres et Sciences humaines (Rés. 4301) est aussi consultable en ligne, numérisé dans un format texte. L'ouvrage est réédité en 1661 à Bordeaux par Guillaume Taupinard [lire en ligne], en 1671 -chez Jean Berthelin- [lire en ligne] et en 1682.
- L'usance du négoce ou commerce de la banque des lettres de change : Ensemble les Figures des Ducats de Guyenne, & des Anciennes Monnoyes Bourgeoises de Bourdeaux, pour le menu Change, Bourdeaux, Guillaume Da Court, 1656 (lire en ligne).
- (en) The Ancient Sea Laws of Oleron, Wisby, and the Hanse Towns (traduction de Guy Miège), published in Consuetudo, vel, Lex mercatoria or, The ancient law-merchant, in three parts, according to the essentials of traffick : necessary for statesmen, judges, magistrates, temporal and civil lawyers, mint-men, merchants, mariners, and all others negotiating in any parts of the world, by Gerard Malynes and alii, 1686 (lire en ligne) - publiées sous la signature de Guy Miege.

#### Ouvrages
- Jules Lépicier, « Archives historiques du département de la Gironde », sur Gallica : Société des archives historiques de la Gironde, 1895, p. 180-181
- J.-M. Pardessus, Collection de lois maritimes antérieurs au XVIIe siècle, vol. 2, Paris, Imprimerie royale, 1831 (lire en ligne), p. 374 et suiv
- J.-M. Pardessus, Us et coutumes de la mer, ou Collection des usages maritimes des peuples de l’antiquité et du moyen âge, vol. 2, Paris, Imprimerie royale, 1847 (lire en ligne)
- François-Saint-Maur, Les Rôles d'Oléron, publiés d'après deux manuscrits des archives municipales de Bayonne, Paris, E. Thorin, 1873 (lire en ligne)
- Charles de Beaurepaire, Note sur le "Guidon des marchands qui mettent à la mer", 1888 (lire en ligne)
- Adrienne Gros, L’œuvre de Cleirac en droit maritime, Bordeaux, Thèse pour le doctorat en droit, 1924, 218 p.
- Pierre Lureau, Les rôles d'Oléron, Bordeaux, Bière, 1963
- Yves-Marie Bercé (dir.), L’affaire des caraques échouées (1627) et le droit de naufrage », in État, marine et société : Hommage à Jean Meyer, Paris, Presses de l’université de Paris-Sorbonne, 1995 (lire en ligne), p. 15-24
- Laurent  Coste, « Cleirac, Etienne », in : Écrivains juristes et juristes écrivains du Moyen Âge au siècle des Lumières (dir. Marianne Closson, Bruno Méniel), Classiques Garnier, 2015, 1335 p. (ISBN 9782812451461), p. 282
- Francesca Trivellato (préf. Birnbaum), Juifs et capitalisme : aux origines d'une légende, Seuil, 2023, 448 p. (ISBN 978-2-02-145788-9)

#### Articles
- Rodolphe Dareste, « La  Lex Rhodia », sur remacle.org, Nouvelle revue historique de droit français et étranger, 1905 (consulté le 9 avril 2019)
- Adrienne Gros, « Contribution à la biographie et à l'étude des œuvres d'Etienne Cleirac d'après un manuscrit de Labraque Bordenave, I & II », Revue générale de droit, de législation et de jurisprudence en France et à l'étranger,‎ 1er janvier 1927, p. 42-53 ; 126-133 (lire en ligne)
- Jean-Pierre Rey, « Aliénor d'Aquitaine et l'origine de l'assurance maladie au XIIe siècle », Bulletin d'Histoire de la Sécurité Sociale n° 49,‎ janvier 2004, p. 48-56 (lire en ligne)
- Francesca Trivellato, « La naissance d’une légende : Juifs et finance dans l’imaginaire bordelais du XVIIe siècle », Archives Juives, 2e série, vol. 47,‎ 2014, p. 47-76 (lire en ligne)
- (en) Francesca Trivellato, « "Amphibious Power" : The Law of Wreck, Maritime Customs, and Sovereignty in Richelieu’s France », Law and History Review,‎ novembre 2015, p. 915-944 (lire en ligne)
- (en) « ‘Usages and Customs of the Sea’ : Étienne Cleirac and the making of maritime law in seventeenth-century France », Revue d’Histoire du Droit 84,‎ 2016, p. 193-224 (lire en ligne) *Jean-Paul Casse, « Droits maritimes et juridictions en pays de Buch (XIIIe – XVIIIe siècle ) », Actes des congrès nationaux des sociétés historiques et scientifiques, vol. 124, no 3,‎ 2001, p. 27–39 (lire en ligne, consulté le 15 novembre 2022)
- Elisabeth Ridel, « Les dictionnaires de marine : des outils linguistiques au service des marins ? », DicoMarine,‎ 2015 (lire en ligne)